# Katarína Kováčová
Katarína Kováčová (ur. 21 października 1981 w Rużomberku) – słowacka siatkarka grająca na pozycji środkowej, reprezentantka Słowacji. Katarina posiada także obywatelstwo włoskie. W sezonie 2002/2003 grała w PTPS Piła.

## Kluby
- 2001–2002 −  Volley Marsala
- 2002–2003 −  PTPS Piła
- 2003–2005 − przerwa
- 2005–2006 −  Volley Aragona
- 2006–2007 −  Volley Altamura
- 2007–2008 −  Pallavolo Rossano
- 2008–2010 −  Yamamay Busto Arsizio
- 2010–2011 −  MC-Carnaghi Villa Cortese

## Sukcesy
- Puchar Polski − 2002/2003 z PTPS Piła
- Puchar Włoch − 2010/2011 z MC-Carnaghi Villa Cortese
- Wicemistrzostwo Włoch − 2010/2011 z MC-Carnaghi Villa Cortese
- Puchar CEV:
  -  2010